# Justo Tomás Delgado Bayo
Justo Tomás Delgado Bayo (Logronyo, 6 d'agost de 1835 - ?) fou un periodista, advocat i polític espanyol, diputat a Corts durant el sexenni democràtic i durant la restauració borbònica.

## Biografia
Tenia terres a Xàbia i fou membre del Partit Liberal, amb el qual fou elegit diputat pel districte de Logronyo a les eleccions generals espanyoles de 1869 en substitució d'Espartero, del que n'era amic i confident, i pel de Santo Domingo de la Calzada a les de 1871 i abril de 1872. El gener de 1872 fou nomenat Director General de Correus i Telègrafs.
Establert a Xàbia, fou elegit diputat pel districte de Dénia a les eleccions generals espanyoles de 1886 i 1901. Va denunciar els abusos dels cacics de la comarca de la Marina i el 1900 va donar suport a la Unió Regional Anticaciquista.